# Henrik Baltzersen
Henrik Baltzersen (nascido em 14 de agosto de 1984) é um ciclista de BMX amador dinamarquês. Defendeu as cores da sua nação nos Jogos Olímpicos de Pequim 2008, onde competiu na prova de BMX, ficando com a décima oitava posição.